# 1968年メキシコシティーオリンピックのボクシング競技
1968年メキシコシティーオリンピックのボクシング競技（1968ねんメキシコシティーオリンピックのボクシングきょうぎ）は、男子のみ11階級で行われた。今大会よりライトフライ級が創設された。

## 競技結果
| 階級                          | 金                                        | 銀                                          | 銅                                              |
| ----------------------------- | ----------------------------------------- | ------------------------------------------- | ----------------------------------------------- |
| ライトフライ級 （48kg）       | フランシスコ・ロドリゲス ベネズエラ (VEN) | 池竜珠 韓国 (KOR)                           | ハーラン・マーブレイ アメリカ合衆国 (USA)       |
| ライトフライ級 （48kg）       | フランシスコ・ロドリゲス ベネズエラ (VEN) | 池竜珠 韓国 (KOR)                           | フベルト・スクルシプサク ポーランド (POL)       |
| フライ級 （51kg）             | リカルド・デルガド メキシコ (MEX)         | アルトゥール・オレク ポーランド (POL)       | セルビリオ・デ・オリベイラ ブラジル (BRA)       |
| フライ級 （51kg）             | リカルド・デルガド メキシコ (MEX)         | アルトゥール・オレク ポーランド (POL)       | レオ・ルワブウォゴ ウガンダ (UGA)               |
| バンタム級 （54kg）           | ワレリー・ソコロフ ソビエト連邦 (URS)     | エリダディ・ムクワンガ ウガンダ (UGA)       | 張淳吉 韓国 (KOR)                               |
| バンタム級 （54kg）           | ワレリー・ソコロフ ソビエト連邦 (URS)     | エリダディ・ムクワンガ ウガンダ (UGA)       | 森岡栄治 日本 (JPN)                             |
| フェザー級 （57kg）           | アントニオ・ロルダン メキシコ (MEX)       | アルバート・ロビンソン アメリカ合衆国 (USA) | イワン・ミカイロフ ブルガリア (BUL)             |
| フェザー級 （57kg）           | アントニオ・ロルダン メキシコ (MEX)       | アルバート・ロビンソン アメリカ合衆国 (USA) | フィリップ・ワルインゲ ケニア (KEN)             |
| ライト級 （60kg）             | ロナルド・W・ハリス アメリカ合衆国 (USA)  | ジョゼフ・グリジエン ポーランド (POL)       | カリストラ・カトフ ルーマニア (ROM)             |
| ライト級 （60kg）             | ロナルド・W・ハリス アメリカ合衆国 (USA)  | ジョゼフ・グリジエン ポーランド (POL)       | ズヴォニミール・ヴューイン ユーゴスラビア (YUG) |
| ライトウェルター級 （63.5kg） | イェジー・クレイ ポーランド (POL)         | エンリケ・レケイフェロス キューバ (CUB)     | アルト・ニルソン フィンランド (FIN)             |
| ライトウェルター級 （63.5kg） | イェジー・クレイ ポーランド (POL)         | エンリケ・レケイフェロス キューバ (CUB)     | ジェームズ・ウォーリントン アメリカ合衆国 (USA) |
| ウェルター級 （67kg）         | マンフレート・ヴォルケ 東ドイツ (GDR)     | ジョゼフ・ベサラ カメルーン (CMR)           | マリオ・グイロッティ アルゼンチン (ARG)         |
| ウェルター級 （67kg）         | マンフレート・ヴォルケ 東ドイツ (GDR)     | ジョゼフ・ベサラ カメルーン (CMR)           | ウラジミール・ムサリモフ ソビエト連邦 (URS)     |
| ライトミドル級 （71kg）       | ボリス・ラグティン ソビエト連邦 (URS)     | ローランド・ガルベイ キューバ (CUB)         | ジョン・バルドウィン アメリカ合衆国 (USA)       |
| ライトミドル級 （71kg）       | ボリス・ラグティン ソビエト連邦 (URS)     | ローランド・ガルベイ キューバ (CUB)         | ギュンター・マイヤー 西ドイツ (FRG)             |
| ミドル級 （75kg）             | クリス・フィネガン イギリス (GBR)         | アレクセイ・キセリョフ ソビエト連邦 (URS)   | アルフレッド・ジョーンズ アメリカ合衆国 (USA)   |
| ミドル級 （75kg）             | クリス・フィネガン イギリス (GBR)         | アレクセイ・キセリョフ ソビエト連邦 (URS)   | アグスティン・サラゴサ メキシコ (MEX)           |
| ライトヘビー級 （81kg）       | ダン・ポズニャック ソビエト連邦 (URS)     | イオン・モネア ルーマニア (ROM)             | スタニスラフ・ドラガン ポーランド (POL)         |
| ライトヘビー級 （81kg）       | ダン・ポズニャック ソビエト連邦 (URS)     | イオン・モネア ルーマニア (ROM)             | ゲオルギ・スタンコフ ブルガリア (BUL)           |
| ヘビー級 （81kg超）           | ジョージ・フォアマン アメリカ合衆国 (USA) | イオナス・チェプリス ソビエト連邦 (URS)     | ジョルジオ・バンビーニ イタリア (ITA)           |
| ヘビー級 （81kg超）           | ジョージ・フォアマン アメリカ合衆国 (USA) | イオナス・チェプリス ソビエト連邦 (URS)     | ホアキン・ロッカ メキシコ (MEX)                 |

## 各国メダル数
| 順 | 国・地域             | 金 | 銀 | 銅 | 計 |
| -- | -------------------- | -- | -- | -- | -- |
| 1  | ソビエト連邦 (URS)   | 3  | 2  | 1  | 6  |
| 2  | アメリカ合衆国 (USA) | 2  | 1  | 4  | 7  |
| 3  | メキシコ (MEX)       | 2  | 0  | 2  | 4  |
| 4  | ポーランド (POL)     | 1  | 2  | 2  | 5  |
| 5  | 東ドイツ (GDR)       | 1  | 0  | 0  | 1  |
| 5  | イギリス (GBR)       | 1  | 0  | 0  | 1  |
| 5  | ベネズエラ (VEN)     | 1  | 0  | 0  | 1  |
| 8  | キューバ (CUB)       | 0  | 2  | 0  | 2  |
| 9  | 韓国 (KOR)           | 0  | 1  | 1  | 2  |
| 9  | ルーマニア (ROU)     | 0  | 1  | 1  | 2  |
| 9  | ウガンダ (UGA)       | 0  | 1  | 1  | 2  |
| 12 | カメルーン (CMR)     | 0  | 1  | 0  | 1  |
| 13 | ブルガリア (BUL)     | 0  | 0  | 2  | 2  |
| 14 | アルゼンチン (ARG)   | 0  | 0  | 1  | 1  |
| 14 | ブラジル (BRA)       | 0  | 0  | 1  | 1  |
| 14 | フィンランド (FIN)   | 0  | 0  | 1  | 1  |
| 14 | イタリア (ITA)       | 0  | 0  | 1  | 1  |
| 14 | 日本 (JPN)           | 0  | 0  | 1  | 1  |
| 14 | ケニア (KEN)         | 0  | 0  | 1  | 1  |
| 14 | 西ドイツ (FRG)       | 0  | 0  | 1  | 1  |
| 14 | ユーゴスラビア (YUG) | 0  | 0  | 1  | 1  |